# International Bulb Society
International Bulb Society va ser fundada el 31 de maig de 1933 i és una societat internacional dedicada a informar el públic sobre la ciència, el cultiu, la conservació i la botànica de les plantes geofítiques, comunament conegut com a plantes bulboses.
Va començar al 1933 com l'American Amaryllis Society, on va publicar el seu primer llibre anual (Year Book, American Amaryllis Society) en el 1934. Un dels seus fundadors era Hamilton Traub, que va editar l'anuari en els seus primers dies. Dos anys més tard (1936) el títol va ser canviat a Herbertia. Més tard, la societat va ser rebatejada per American Plant Life Society, i el seu anuari es va dir Plant Life. Amaryllis Year Book. El 1984 Plant Life va tornar a ser Herbertia. A partir de 2016, la Societat sembla estar inactiva.

## Premis
- Medalla Herbert - la societat atorga aquesta medalla a persones que han fet contribucions excel·lents a l'estudi de les plantes geofítiques.
- Premi Hamilton P. Traub per a Serveis Excepcionals - la societat atorga aquesta medalla a persones que presten un servei excepcional a la societat.

## Publicacions
- Sèries 1, Vols. 3–15, 1936–48;
- Serie 2, Vols. 16–26, 1949–59; vol. 40-, 1984-